# Croton heterodoxus
Espèce
Croton heterodoxus est une espèce de plantes à fleurs du genre Croton et de la famille des Euphorbiaceae présente au Brésil (São Paulo).
Il a pour synonyme :
- Croton leucocephalus Müll.Arg., 1865
- Oxydectes heterodoxa (Baill.) Kuntze